# Tumorhyperkalzämie
Eine Tumorhyperkalzämie (Tumorinduzierte Hyperkalzämie (TIH), Tumorhypercalcämie) ist eine erhöhte Calciumkonzentration im Blutserum in indirekter Folge bösartigen (malignen) Tumorwachstums („paraneoplastisches Phänomen“). Die Entstehungsmechanismen für diese Hyperkalzämie sind vielfältig. Etwa 10 % aller Patienten mit malignen Erkrankungen entwickeln eine Hyperkalzämie.

## Ursachen
Die häufigste Ursache für eine Tumorhyperkalzämie ist die paraneoplastische Bildung von Parathormon-related protein (PTHrP). Lungenkrebs, Speiseröhrenkrebs, das maligne Melanom der Haut und der Bauchspeicheldrüsenkrebs sowie Hämoblastosen sind einige Beispiele für Tumoren, die häufig PTHrP bilden. PTHrP hat einen ähnlichen Aufbau wie das physiologisch in der Nebenschilddrüse gebildete Parathormon und kann über den Parathormon-Rezeptor die gleichen Wirkungen entfalten. Parathormon und PTHrP fördern unter anderem den Knochenabbau, sodass es zur Calciumfreisetzung ins Blut kommt, und erhöhen die Calcium-Wiederaufnahme (Reabsorption) in der Niere. Sehr selten sind Tumorzellen auch in der Lage, paraneoplastisch Parathormon zu bilden. Bekannt ist dies z. B. bei Tumoren der Nieren, Lunge, Eierstöcke, Schilddrüse und des Thymus.
Einige Tumoren wie beispielsweise Hämoblastosen und Lymphome bilden paraneoplastisch Zytokine, die über Osteoklasten einen Knochenabbau (Osteolyse) induzieren können. Auch dies führt zu einer Freisetzung von Calcium ins Blut. Eine häufige, relativ gut untersuchte Erkrankung, das Plasmozytom, bildet beispielsweise das Zytokin RANK-Ligand (RANKL), das die Bildung von Osteoprotegerin hemmen kann.
Die osteolytische Hyperkalzämie ist die zweithäufigste Ursache für eine Tumorhyperkalzämie.
Darüber hinaus gibt es zahlreiche seltenere Ursachen.